# افتادگی پستان
افتادگی پستان، پتوز پستان یا توسیس (به انگلیسی: Ptosis یا sagging) به فرو-افتادگی، فرورفتگی و تنزل پستان‌ها در زنان گفته می‌شود. افتادگی پستان ناشی از سستی حلقه‌های سطحی، رباط عضلانی کوپر و پوست است.
پتوز بخشی طبیعی از فرایند پیری است، هر چند میزانی که در آن فرد به افتادگی پستان دچار می‌شود بستگی به عوامل زیادی دارد. پتوز می‌تواند پس از حاملگی یا پس از اضافه وزن و از دست دادن مجدد آن منجر شود. اندازه پستان عاملی در پتوز است، که پستان‌های بزرگ سریع‌تر افتادگی پیدا می‌کنند. سداپتوزیس شرایطی است که در آن نوک پستان در مرحله افتادگی است، اما خود پستان افتادگی ندارد. جراحان، عمل جراحی پلاستیک را برای وفق دادن حالت پستان با نوک پستان افتاده شده، پیشنهاد می‌کنند.

## ماستوپکسی

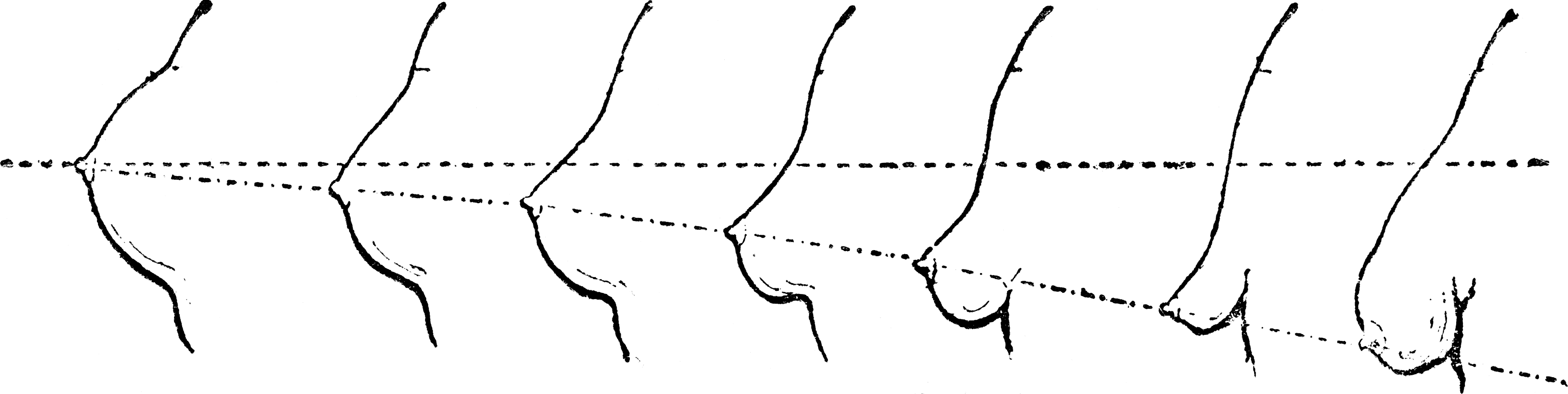
مراحل افتادگی پستان

برخی زنان دارای پتوز تلاش برای انجام جراحی پلاستیکی را دارند که از راه‌های آن می‌تواند عمل ماستوپکسی یا بالاکشیدن پستان، درون‌کاشت پستان (ایمپلنت پستان) و در مواردی هردوی آن‌ها باشد. اگر فقط افتادگی آشکار است و زنان مایل به رفتن زیر عمل جراحی نیستند، درون‌کاشت پستان برای پرکردن پوست و بافت پستان انجام می‌گیرد.
ماستوپکسی یا بالاکشیدن پستان، به انجام عمل جراحی که برای بالاکشیدن و شکل‌دادن صحیح پستان یک فرد انجام می‌شود، گفته می‌شود. ماستوپکسی شامل دوباره قراردادن هاله پستان و نوک پستان همراه با بافت پستان و در مواردی برداشتن قسمتی از پوست آن انجام می‌گیرد. ماسوپکسی دارای دو حالت می‌باشد، بالاکشیدن کامل پستان و ترمیم بالاکشیدن پستان که هر دو انجام‌پذیر است.

## افتادگی پستان و شیردهی
افتادگی پستان بعد از شیردهی یا در دوران حاملگی یکی از باورهای غلط مردم است. اغلب زنان اعتقاد دارند که پس از شیردهی، دچار افتادگی پستان خواهند شد و این موضوع مورد قبول بسیاری از زنان در ایران است و مجلات و نشریات تجاری یا غیرتخصصی پزشکی نیز ممکن است در این خصوص مقالات متعددی چاپ کرده باشند، اما تاکنون مدرک مستدلی که مورد توافق جامعه تخصصی پزشکی بوده و از این موضوع به عنوان علت افتادگی پستان‌ها نام برده باشند، منتشر نشده‌است. در پژوهشی در بین ۱۳۲ انجام دهنده ماستوپکسی که سؤال‌هایی حضوری و تلفنی از آن‌ها پرسیده شده بود، «در بین کسانی که بعد از شیردهی ماستوپکسی انجام داده بودند، از دست دادن وزن در طول حاملگی، تمرین‌های بالاتنه و ورزش و تحرک بعد از حاملگی که از عوامل اصلی زدودن افتادگی سینه هستند، یافت نشد.»